# Miltochrista erythropoda
Miltochrista erythropoda là một loài bướm đêm thuộc phân họ Arctiinae, họ Erebidae.